# Natália Konstantinović
Natália Konstantinović (em sérvio: Наталија Константиновић; romaniz.: Natalija Konstantinović; Triste, 10 de outubro de 1882 – Paris, 21 de agosto de 1950) foi uma princesa sérvia por nascimento e de Montenegro por casamento como esposa do príncipe Mirko Petrović-Njegoš, Grão-Duque de Grahovo e Zeta.

## Biografia

### Família
Filha do Coronel Alexandre Konstantinovic e Milena Opuić, descendente da Casa de Obrenović, uma dinastia que governou a Sérvia durante a maior parte do século XIX. A sua avó paterna, princesa Anka Obrenović, era sobrinha de Miloš Obrenović I, príncipe da Sérvia, fundador da Casa de Obrenovic. Natália e sua família foram exilados da Sérvia depois que seu pai criticou o impopular casamento do rei Alexandre I com Draga Mašin. Eles viveram entre Nice, Itália e Viena.

### Primeiro casamento

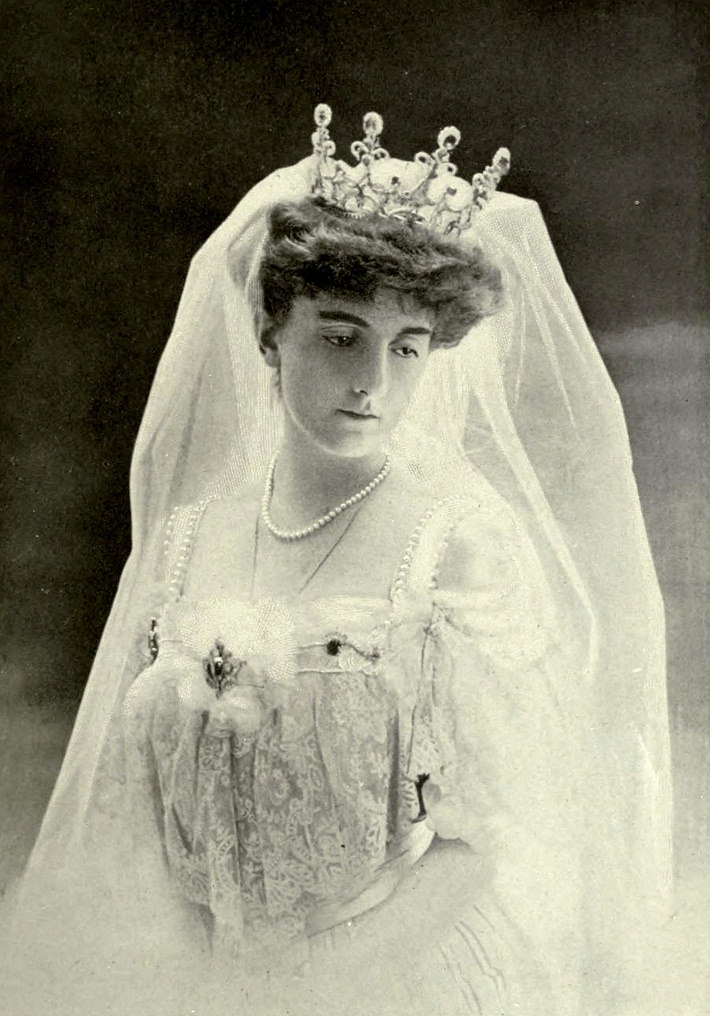
Natália em seu casamento

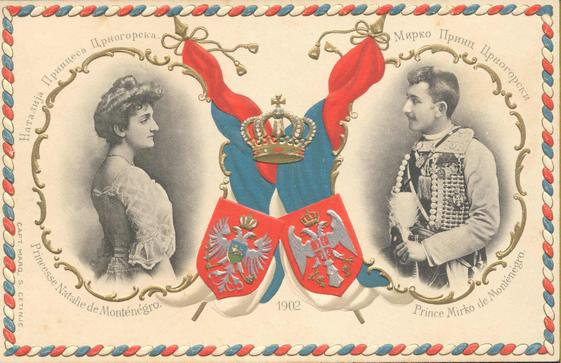
Postal comemorativo do casamento de Natália e Mirko

Em 25 de julho de 1902, em Cetinje, Natália casou-se com o príncipe Mirko de Montenegro, grão-duque de Grahovo, segundo filho varão do rei Nicolau I. Mirko se apaixonou por Natália, que era descrita como uma "bela morena com bonitos olhos escuros". O rei Alexandre I da Sérvia não ficou satisfeito com a notícia do casamento, pois acreditava que Mirko se casara com ela apenas para obter a coroa sérvia. Além disso, a irmã de Mirko, Zorka, tinha rejeitado se casar com Alexandre no passado. Como sinal de seu descontentamento, ele se recusou a receber Natália ou Mirko em sua corte.
Desde que a avó de Natália, a princesa Anka Obrenović, foi assassinada em Belgrado em 10 de junho de 1868 com seu primo Mihailo Obrenović III, o governo sérvio estipulou que, no caso do rei Alexandre morresse sem deixar descendentes, Mirko fosse proclamado príncipe herdeiro da Sérvia. No final de maio de 1903, o rei Alexandre e sua consorte, Draga, foram brutalmente assassinados por um grupo de oficiais do exército liderados pelo capitão Dragutin Dimitrijević, no episódio que ficou conhecido como Golpe de Maio. Antes do assassinato, os conspiradores haviam votado para designar a coroa não a Mirko, mas a seu cunhado, Pedro, chefe da dinastia rival sérvia, os Karađorđevićs. Isto porque os Karađorđević eram aliados da Rússia, enquanto os Obrenović eram decididamente pró-Habsburgo. De fato, o marido de Natália mais tarde se juntou à sociedade secreta nacionalista sérvia chamada Mão Negra em 1911, aspirando a ser seu líder.
Mirko e Natália tiveram cinco filhos:
- Estêvão (Shchepac) (Cetinje, 27 de agosto de 1903 - Cannes, 15 de março de 1908);
- Estanislau (Cetinje, 30 de janeiro de 1905 - Kotor, 4 de janeiro de 1908);
- Miguel (Michele) (Podgorica, 16 de maio de 1910 - junho de 1933);
- Paulo (Pavle) (Podgorica, 16 de maio de 1910 - junho de 1933);
- Emanuel (Cetinje, 10 de junho de 1912- Biarritz, 26 de março de 1928).

### Exílio

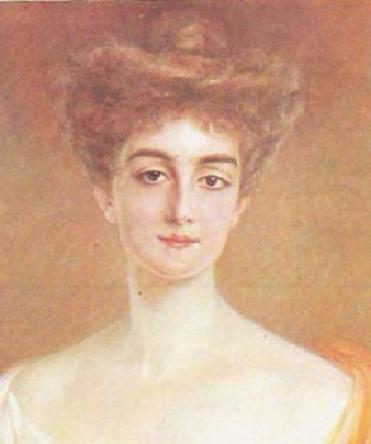
Natália

Quando Montenegro foi ocupado pelas tropas austro-húngaras em 1916, toda a família real, incluindo Natália, foi forçada a fugir para Itália. Em outubro de 1917, o casal se divorciou. Natália mudou-se para Paris com os filhos. Em 1918, Miguel, filho de Natália, tornou-se o chefe da família Petrović-Njegoš e pretendente ao trono de Montenegro. Mais tarde, Natália levou Miguel para Eastbourne, na Inglaterra. Lá ele completou sua educação.

### Segundo casamento
Em 1920, em Eastbourne, Natália casou-se com Gaston, Conde Errembault de Dudzeele (1877–1961), um diplomata belga e membro da família nobre Errembault de Dudzeele. Eles tiveram duas filhas:
- Hélène Errembault de Dudzeele (Paris, 24 de fevereiro de 1921 – Neuilly-sur-Seine, 29 de outubro de 2006);
- Anne-Marie Errembault de Dudzeele (Paris, 6 de abril de 1922 – Paris, 17 de março de 1984).[5]

### Morte
Natália morreu em Paris em 21 de agosto de 1950, aos 67 anos de idade.